# Josèp Condò Sambeat
Josèp Condò Sambeat (également connu comme Mossen Josèp Condò Sambeat, Montcorbau hameau de Vielha e Mijaran, le 29 mars 1867, Bossòst, le 5 août 1919) est un prêtre et écrivain du Val d'Aran qui a écrit en gascon, en catalan et en castillan. C'est le premier auteur à écrire dans le parler aranais.

## Biographie
Il a été ordonné prêtre le 28 mai 1891. Il a exercé comme curé en divers lieux comme Sallent de Montanissell (Alt Urgell) ou Gabassa (Aragon). Mais quelques années après, il s'est établi à Salardú, où il a passé sa vie. Il est décédé à Bossòst.
En 1912, le professeur Bernard Sarrieu l'a incité à écríre en aranais et à participer aux Jeux Floraux de l'Escolo deras Pireneos.
Sa langue occitane n'était pas normalisée, mais il s'est efforcé d'établir quelques règles pour pouvoir l'écríre.
L'œuvre de Mossen Condò est très riche et variée : il a écrít des contes courts, de nombreux poèmes, un roman (Era isla des Diamants), une pièce de théâtre, des légendes aranaises...etc.

## Œuvres

### Œuvres en occitanaranais
- Sense lum (conte)
- Victòria des Aranesi
- Ua ròsa polia.
- Era veu deth campanau
- Eth pastor as Estrelhes
- Era lengua aranesa
- Luenh dera Pàtria
- Cançon dera Garona
- Es aninòs
- Cançon dera Noguèra Pallaresa
- Era net de San Joan
- Eth darrèr cant der om
- Era Caritat (théâtre)
- Catecisme cuert (prose)
- Era Val d´Aran
- Vocabulari Aranés (1915)
- Era cunhèra
- Jamès seigut (conte)
- Es Aranesi
- Contra eth solei (conte)
- Sang nòble e sang deth pòble (prose)
- Eth ser de miejanet (prose)
- Era isla des Diamants (roman. Réédité en 2007;, cette nouvelle édition présente la version originale et une version avec l'orthographe normalisée actuelle).
- Era Maladeta (poésie)
- Era milhor flor
- Ath deuant deth Sant Crist de Salardú (poésie)

### Poèmes en catalan
- 1892 La vida d´una mare
- 1893 L´sol d´Espanya
- 1894 Los dolors de Maria
- 1895 Lleyda a Maria Santíssima

### Œuvres en castillan
- 1914 Escuela de Perfección Sacerdotal
- 1915 La Santísima Vírgen en los Evangelios